# Кленик (Півка)
Кленик (словен. Klenik) — поселення в общині Півка, Регіон Нотрансько-крашка, Словенія. Висота над рівнем моря: 543,6 м.